# Gizałki (gromada)
Gizałki (do 31 XII 1959 Tomice) – dawna gromada, czyli najmniejsza jednostka podziału terytorialnego Polskiej Rzeczypospolitej Ludowej w latach 1954–1972.
Gromady, z gromadzkimi radami narodowymi (GRN) jako organami władzy najniższego stopnia na wsi, funkcjonowały od reformy reorganizującej administrację wiejską przeprowadzonej jesienią 1954 do momentu ich zniesienia z dniem 1 stycznia 1973, tym samym wypierając organizację gminną w latach 1954–1972.
Gromadę Gizałki z siedzibą GRN w Gizałkach utworzono 1 stycznia 1960 w powiecie pleszewskim w woj. poznańskim w związku z przeniesieniem siedziby GRN gromady Tomice z Tomic do Gizałek i zmianą nazwy jednostki na gromada Gizałki. Równocześnie do nowo utworzonej gromady Gizałki przyłączono obszar zniesionej gromady Wronów w tymże powiecie.
W 1965 gromada miała 27 członków GRN.
31 grudnia 1971 do gromady Gizałki włączono obszar zniesionej gromady Białobłoty w tymże powiecie.
Gromada przetrwała do końca 1972 roku, czyli do kolejnej reformy gminnej. 1 stycznia 1973 w powiecie pleszewskim utworzono gminę Gizałki.